# نورهاچی
نورهاچی (۲۱ فوریه ۱۵۵۹ – ۳۰ سپتامبر ۱۶۲۶) یک سردسته جورچن بود که در اواخر قرن ۱۶ میلادی در منطقه منچوری به قدرت رسید. او که از طایفه آیسین-گیورو بود، از ۱۶۱۶ تا سپتامبر ۱۶۲۶ میلادی سلطنت کرد.
نورهاچی قبایل مختلف جورچن (که بعدها به منچو معروف شدند) را متحد و سازماندهی نمود. او روشی موسوم به هشت بیرق را در ارتش خود به کار گرفت و علیه دولتهای مینگ و سلسله کره‌ای چوسان سر به شورش برداشت. او منطقه لیاونینگ در شمال شرقی چین را فتح کرد. تسخیر این منطقه برای نوادگان او پلی شد تا باقی چین را فتح کرده و دودمان چینگ را در سال ۱۶۳۶ میلادی بنیان گذارند. همچنین، یکی از اقدامات مهم او، ایجاد شکلی مکتوب برای زبان منچو بود.
نورهاچی در طول دوره حاکمیت خود، نبردهای موفقیت‌آمیزی در مقابل دودمان مینگ، کره‌ای‌ها و مغولان انجام داد. او در سال ۱۶۲۶ میلادی، اولین و آخرین شکست عمر خود را در برابر ارتش چین متحمل شد. در این نبرد که ژنرال برجسته مینگ، یوآن چونگ‌هوآن، فرماندهی ارتش چین را بر عهده داشت، نورهاچی بر اثر اصابت گلوله توپ پرتغالی که در اختیار ارتش مینگ قرار داشت، به شدت مجروح شد (نبرد نینگ‌یوآن) او دو روز پس از این واقعه بر اثر جراحت درگذشت.
با مرگ او، پسرش امپراتور هونگ تایجی به قدرت رسید.